# Судзара
Судза̀ра (на италиански: Suzzara, на местен диалект: Susera, Сюсера) е град и община в Северна Италия, провинция Мантуа, регион Ломбардия. Разположен е на 20 m надморска височина. Населението на общината е 21 129 души (към 2014 г.).